# Suarce
Suarce (deutsch früher Schwerz oder Schwertz) ist eine französische Gemeinde im Département Territoire de Belfort in der Region Bourgogne-Franche-Comté.

## Geographie
Suarce liegt auf 380 m über dem Meer, neun Kilometer nordöstlich von Delle und etwa 18 Kilometer ostsüdöstlich der Stadt Belfort (Luftlinie). Das Dorf erstreckt sich im Flachland der Burgundischen Pforte, in einer weiten Mulde beidseits des Baches Suarcine.
Die Fläche des 11,81 km² großen Gemeindegebiets umfasst einen Abschnitt der leicht gewellten Landschaft im Bereich der Burgundischen Pforte (Trouée de Belfort). Der zentrale Teil des Gebietes wird in Südost-Nordwest-Richtung von der Mulde der Suarcine durchquert, die für die Entwässerung zur Allaine sorgt. Flankiert wird diese Mulde auf beiden Seiten von einem Plateau, das durchschnittlich auf 390 m liegt. Es ist überwiegend mit Acker- und Wiesland bedeckt, zeigt aber auch einige größere Waldflächen. Westlich des Dorfes dehnt sich das Waldgebiet des Banbois aus. Mit 407 m wird an der südlichen Gemeindegrenze die höchste Erhebung von Suarce erreicht. In Mulden- und Tallagen befinden sich zahlreiche Weiher, die für die Fischzucht angelegt wurden. Nach Osten erstreckt sich das Gemeindeareal über das Plateau bis zum Bachlauf der Lutter (rechter Zufluss der Suarcine) und an den Rand des Oberwaldes.
Nachbargemeinden von Suarce sind Chavanatte und Altenach im Norden, Saint-Ulrich, Strueth und Hindlingen im Osten, Lepuix-Neuf und Courtelevant im Süden sowie Florimont im Südwesten.

## Geschichte
Erstmals schriftlich erwähnt wird Suarce bereits im Jahr 823 unter dem Namen Suerza in einer Urkunde, in der König Ludwig der Fromme die Besitzungen des Klosters Masevaux festhielt. Schon um diese Zeit bestand in Suarce eine Kirche. In der ersten Hälfte des 14. Jahrhunderts gelangte das Dorf unter die Oberhoheit der Habsburger. Es war Teil der Herrschaft Florimont. Zusammen mit dem Sundgau kam Suarce mit dem Westfälischen Frieden 1648 an die französische Krone. Seit 1793 gehörte das Dorf zum elsässischen Département Haut-Rhin. Im Deutsch-Französischen Krieg wurde Suarce von deutschen Truppen besetzt und dem Generalgouvernement Elsass unterstellt. Ursprünglich sollte Suarce dem neu gegründeten Deutschen Reich zugeschlagen werden, doch aufgrund des dritten Zusatzartikels des Vertrags von Frankfurt 1871 verblieb es als Teil des Territoire de Belfort bei Frankreich.
Durch eine Bahnlinie, die von Belfort nach Réchésy führte, wurde das Dorf 1913 an das französische Eisenbahnnetz angebunden. Der Betrieb wurde jedoch 1948 wieder eingestellt. Im November 1944 wurden im Gebiet von und Suarce, Lepuix-Neuf und Réchésy heftige Kämpfe zwischen den Alliierten und den deutschen Truppen ausgetragen, bei denen die Kirche und verschiedene Häuser zerstört wurden.

## Sehenswürdigkeiten
Der moderne Betonbau der Kirche Notre-Dame de l’Assomption in Form eines Zylinders mit freistehendem Glockenturm wurde 1971 eingeweiht, nachdem seit dem Zweiten Weltkrieg eine Holzkapelle als Gotteshaus gedient hatte. Das älteste Wegkreuz von Suarce stammt von 1776. Im alten Ortskern sind verschiedene Fachwerkhäuser im traditionellen Stil des Sundgaus erhalten. Sehenswert ist im Weiteren die Gedenkstätte der im Ersten und Zweiten Weltkrieg gefallenen Soldaten.
Siehe auch: Liste der Monuments historiques in Suarce

Kirche Mariä Himmelfahrt

## Bevölkerung
| Bevölkerungsentwicklung | Bevölkerungsentwicklung |
| Jahr                    | Einwohner               |
| ----------------------- | ----------------------- |
| 1962                    | 320                     |
| 1968                    | 273                     |
| 1975                    | 284                     |
| 1982                    | 294                     |
| 1990                    | 339                     |
| 1999                    | 375                     |

Mit 439 Einwohnern (1. Januar 2022) gehört Suarce zu den kleinen Gemeinden des Départements Territoire de Belfort. Nachdem die Einwohnerzahl in der ersten Hälfte des 20. Jahrhunderts deutlich abgenommen hatte (1891 wurden noch 529 Personen gezählt), wurde seit Beginn der 1980er Jahre wieder ein kontinuierliches Bevölkerungswachstum verzeichnet.

## Wirtschaft und Infrastruktur
Suarce war bis weit ins 20. Jahrhundert hinein ein vorwiegend durch die Landwirtschaft (Ackerbau, Obstbau und Viehzucht), die Fischzucht und die Forstwirtschaft geprägtes Dorf. Daneben gibt es heute einige Betriebe des lokalen Kleingewerbes. Mittlerweile hat sich das Dorf zu einer Wohngemeinde gewandelt. Viele Erwerbstätige sind deshalb Wegpendler, die in den größeren Ortschaften der Umgebung und in der Agglomeration Belfort ihrer Arbeit nachgehen.
Die Ortschaft liegt abseits der größeren Straßenverbindungen an einer Departementsstraße, die von Delle nach Dannemarie führt. Weitere Straßenverbindungen bestehen mit Vellescot, Chavanatte, Strueth und Lepuix-Neuf.